# Museo d'arte contemporanea di Gibellina
Il Museo d'arte contemporanea (MAC) di Gibellina è un museo civico, intitolato a Ludovico Corrao, sito nella città belicina, in viale Segesta.

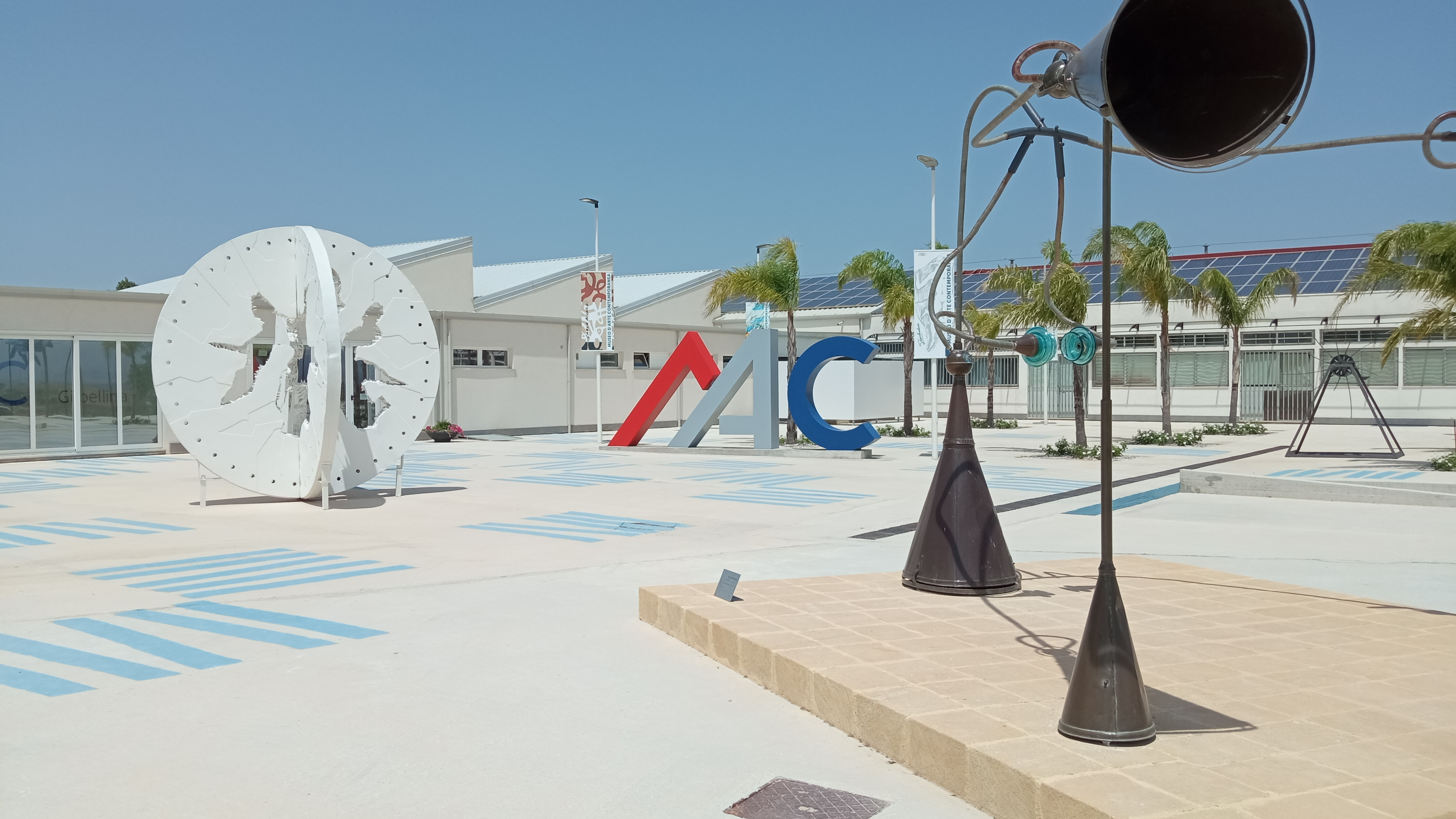
La nuova sede del MAC di Gibellina

La collezione d'arte contemporanea si forma attraverso il contributo di numerosi artisti ed è raccolta nel Museo d'arte contemporanea "Ludovico Corrao", con una collezione di circa 2.000 opere d’arte.

## Storia

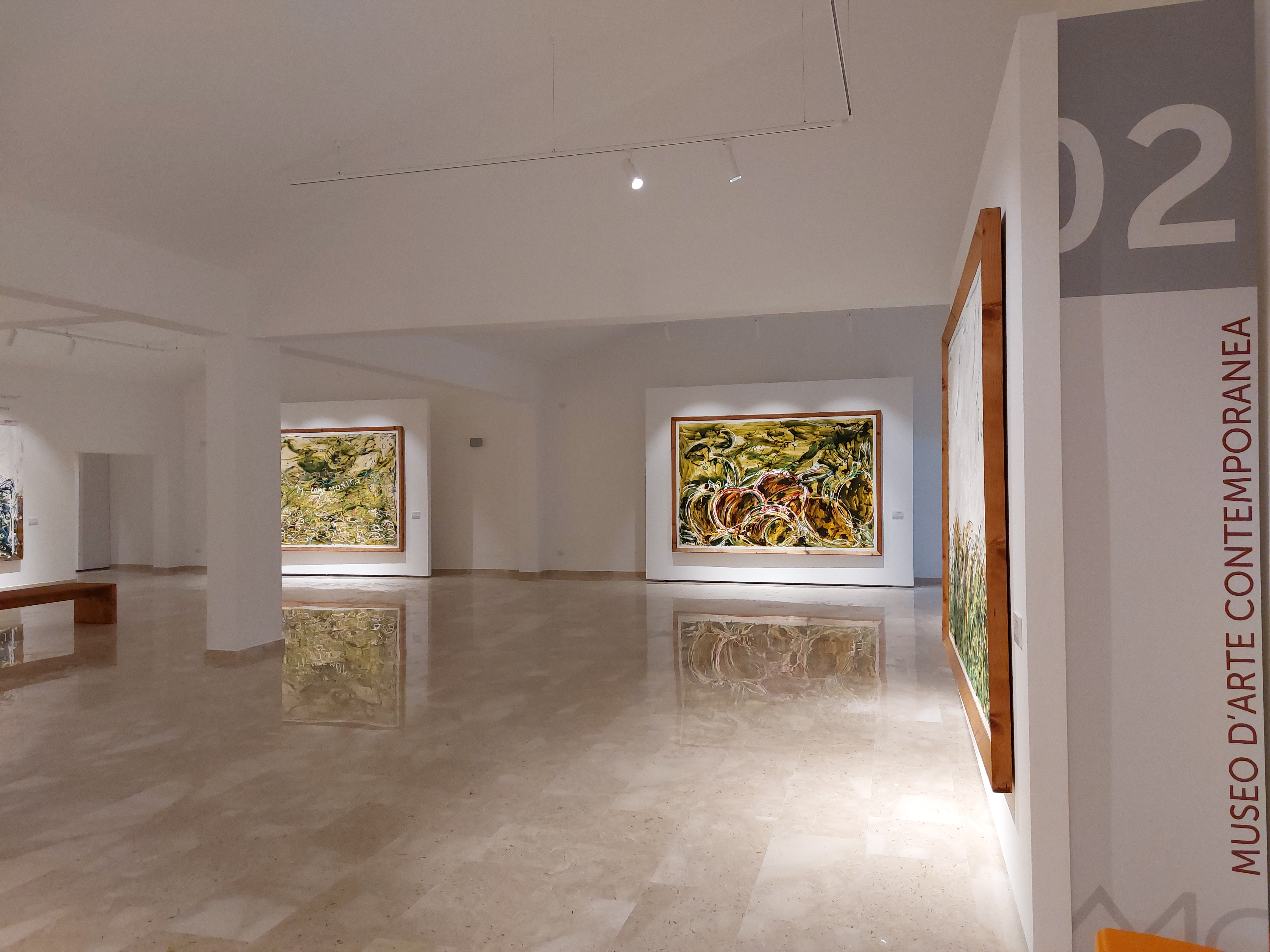
Museo d'arte contemporanea di Gibellina, sala 02.

Dopo il terremoto del Belice del 1968, fra i primi artisti ad aderire all'appello del sindaco di allora Ludovico Corrao risposero proprio gli artisti siciliani: Pietro Consagra, Carla Accardi ed Emilio Isgrò. Pian piano aderirono altri artisti tra cui anche Mario Schifano, Giulio Turcato, Arnaldo Pomodoro, Gino Severini, Alighiero Boetti, Fausto Melotti, Giuseppe Uncini, Toti Scialoja e il gruppo Forma 1.
Fin dal suo esordio, avvenuto nel marzo 1980, grazie alla donazione della collezione Nino Soldano con 83 opere, il museo di Gibellina ospita una collezione che contiene ad oggi più di 1800 opere fra dipinti originali, grafiche, sculture, una delle più ricche d’Italia .
Le opere sono collocate all'interno della sede del museo e lungo le vie cittadine e sono costituite da esempi di pittura, scultura ma anche di architettura come la Casa del Farmacista e il Sistema delle Piazze di Franco Purini e Laura Thermes, la Chiesa Madre di Ludovico Quaroni, il grande Spazio Urbano di O. M. Unghers, che costituisce l'ingresso al Teatro di Pietro Consagra.
La collezione permanente occupa gran parte dello spazio espositivo dell'edificio museale; le opere sono state sistemate secondo un allestimento ordinato sulla base di otto sale; una sala del museo è stata dedicata all'artista Mario Schifano ed un'altra sala invece ai bozzetti delle opere architettoniche ed artistiche presenti all'aperto a Gibellina.
A causa dei ristretti spazi espositivi un grande numero di opere è stato negli anni conservato negli ampi magazzini adiacenti; ciclicamente queste opere vengono esposte al pubblico negli spazi dedicati alle esposizioni temporanee. Tutte le opere presenti al museo provengono da donazioni o acquisizioni realizzate attraverso la programmazione di eventi espositivi. All'interno del museo è presente un auditorium in cui si svolgono spesso attività teatrali e musicali e una biblioteca con una sezione specialistica inerente all'arte contemporanea.
Nel 2004 è stata istituita la sezione MAD, ovvero museo-laboratorio delle arti decorative, in cui vengono svolte di tanto in tanto esposizioni didattiche con le accademie siciliane.
Nel novembre del 2009 è stata costituita la sezione didattica "Di.Gib.art. - Gibellina didattiche per il contemporaneo", diretta da Giuseppe Maiorana.
Il 15 gennaio 2012, in occasione del XLIV anniversario del terremoto del Belice, il museo viene intitolato a Ludovico Corrao.
Dopo una lunga chiusura, il MAC riapre al pubblico nel luglio 2021, con un allestimento completamente rinnovato, con esposte oltre 400 opere, nella nuova sede.